# タインケー区
タインケー区（タインケーく、ベトナム語：Quận Thanh Khê / 郡淸溪）は、ベトナム社会主義共和国のダナン市に存在する区 (郡)。

## 行政区画
タインケー区は10の坊を有する。
- アンケー坊（An Khê / 安溪）
- ホアケー坊（Hòa Khê / 和溪）
- タインケードン坊（Thanh Khê Đông / 清溪東）
- タインケータイ坊（Thanh Khê Tây / 清溪西）
- スアンハ坊（Xuân Hà / 春河）
- タムトゥアン坊（Tam Thuận / 三順）
- タムチン坊（Tân Chính / 新政）
- チンザン坊（Chính Gián / 政諫）
- タックザン坊（Thạc Gián/ 碩諫）
- ヴィンチュン坊（Vĩnh Trung / 永中）

## 交通
- ベトナム鉄道南北線：ダナン駅